# Amt Langerfeld
Das Amt Langerfeld war ein Amt bis 1887 im Landkreis Hagen und anschließend bis 1922 im Kreis Schwelm.

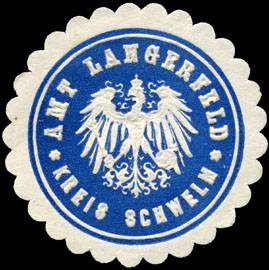
Siegelmarke Amt Langerfeld

Das Amt entstand als Bürgermeisterei Langerfeld 1817 in Nachfolge der Mairie Langerfeld, die ihrerseits wenige Jahre zuvor unter französischer Herrschaft im Département Ruhr des Großherzogtums Berg gegründet wurde und dem Kanton Schwelm des Arrondissement Hagen zugewiesen wurde. Preußen verwaltete provisorisch das Großherzogtum nach Abzug der Franzosen im Generalgouvernement Berg, bevor es auf dem Wiener Kongress das Gebiet des Großherzogtums endgültig zugesprochen bekam. Nach Gründung der Provinz Westfalen führte Preußen unter zunächst weitgehender Beibehaltung der französischen Verwaltungsgliederung seine eigenen Verwaltungsstrukturen ein. Die Bürgermeisterei Langerfeld wurde dabei dem Landkreis Hagen zugeordnet.
1843 wurde die Bürgermeisterei zu einem westfälischen Amt umgewandelt. Zu dem Amt gehörten die Landgemeinden (Bauerschaften) Langerfeld und Nächstebreck. 1887 wurde das Amt vom Landkreis Hagen abgespalten und dem neu gegründeten Kreis Schwelm zugeordnet.
| Verwaltungsgliederung 1887 | Verwaltungsgliederung 1887                        |
| Amt                        | Gemeinden                                         |
| -------------------------- | ------------------------------------------------- |
| Langerfeld                 | Langerfeld (9,85 km²) und Nächstebreck (6,07 km²) |

Zum 5. August 1922 wurde das Amt aufgelöst und die beiden Landgemeinden Langerfeld und Nächstebreck in die bergische Großstadt Barmen eingemeindet, die ihrerseits 1929 mit der Großstadt Elberfeld und weiteren Städten und Gemeinden zu Wuppertal vereint wurde. Durch die Eingemeindung des zuvor westfälischen Amts Langerfeld in das rheinische Barmen verschob sich die Grenze zwischen dem Rheinland und Westfalen ein Stück nach Nordosten.